# Michele Alboreto
Michele Alboreto (Milaan, 23 december 1956 – Schipkau (Duitsland), 25 april 2001) was een Italiaanse Formule 1-coureur. Hij reed in de Formule 1 van 1981 tot en met 1994 en behaalde vijf overwinningen.

## Loopbaan
In 1976 startte Alboreto met racen in een zelfontworpen auto in de Formule Monza. In de daaropvolgende jaren nam hij deel aan de Italiaanse en Europese Formule 3-kampioenschappen. Hij won het Europese Formule 3-kampioenschap in 1980 en reed endurance-races voor Lancia tot en met 1983. In 1981 stapte Alboreto over naar de Formule 2 voor het team van Minardi. Nog datzelfde jaar volgde ook zijn debuut in de Formule 1 bij de Grand Prix van San Marino voor het team van Tyrrell. In 1982 wist hij zijn eerste zege te behalen in de Amerikaanse Grand Prix in Las Vegas, en een jaar later bezorgde hij Tyrrell de laatste zege van het team ooit op de Grand Prix van Detroit in Detroit. Teambaas Ken Tyrrell was zeer gecharmeerd van Alboreto en noemde hem een toekomstig wereldkampioen.
Alboreto verliet Tyrrell in 1984 om naar Ferrari te gaan, de eerste Italiaan die voor het team reed in tien jaar. Hij won de Grand Prix Formule 1 van België en werd vierde in het wereldkampioenschap. In 1985 volgden nog twee zeges in Canada en Duitsland, maar de titel liep hij mis, want Alain Prost werd kampioen. Ferrari raakte in de seizoenen daarna in een negatieve spiraal en Alboreto wist geen zege meer te behalen. Eind 1988 verliet hij het team.
De hoogtijdagen van Alboreto waren voorbij, een overgang naar Williams ketste af, waarna hij terugkeerde bij Tyrrell, dat intussen niet meer dan een middenmoter was. Na een half jaar kreeg hij ruzie met Ken Tyrrell en vertrok naar Larrousse, waar ook weinig eer viel te behalen. In 1990 stapte Alboreto over naar Arrows, dat toen nog Footwork heette, bleef daar drie seizoenen en vertrok toen naar Scuderia Italia. Na een rampjaar fuseerde Scuderia Italia met Minardi, en voor dat team reed Alboreto in 1994 zijn laatste Formule 1-seizoen.
Nadien kreeg Alboreto een zitje in het Deutsche Tourenwagen Meisterschaft (DTM) en reed voor Alfa Romeo's Fabrieksteam Alfa Corse. In 1996 koos hij voor een avontuur in Amerika bij het team van Scandia/Simon Racing, dat uitkwam in de Indy Racing League (IRL). Alboreto won in 1997 de 24 uur van Le Mans met Stefan Johansson (oud-teamgenoot bij Ferrari) en Tom Kristensen (recordhouder met negen overwinningen, waarvan zes op een rij). Op 25 april 2001 kwam hij om het leven bij het testen van een Audi-sportscar op de Duitse Lausitzring; op hoge snelheid ontplofte een band van zijn auto, waardoor Alboreto crashte.

## Formule 1-teams en -teamgenoten
Tyrrell: seizoenen 1981 tot en met 1983 en 1989 (eerste helft)
Teamgenoten: Eddie Cheever, Slim Borgudd, Brian Henton, Danny Sullivan en Jonathan Palmer
Ferrari: seizoenen 1984 tot en met 1988
Teamgenoten: René Arnoux, Stefan Johansson en Gerhard Berger
Larousse: seizoen 1989 (tweede helft)
Teamgenoot: Philippe Alliot
Footwork: seizoenen 1990 tot en met 1992
Teamgenoten: Bernd Schneider, Alex Caffi, Stefan Johansson en Aguri Suzuki
Lola: seizoen 1993
Teamgenoot: Luca Badoer
Minardi: seizoen 1994
Teamgenoot: Pierluigi Martini

## Formule 1-carrière
|                       | 1981 | 1982 | 1983 | 1984  | 1985 | 1986 | 1987 | 1988 | 1989 | 1990 | 1991 | 1992 | 1993 | 1994 | Totaal |
| --------------------- | ---- | ---- | ---- | ----- | ---- | ---- | ---- | ---- | ---- | ---- | ---- | ---- | ---- | ---- | ------ |
| Aantal races          | 12   | 16   | 15   | 16    | 16   | 16   | 16   | 16   | 14   | 16   | 16   | 16   | 14   | 16   | 215    |
| Aantal zeges          |      | 1    | 1    | 1     | 2    |      |      |      |      |      |      |      |      |      | 5      |
| Aantal polepositions  |      |      |      | 1     | 1    |      |      |      |      |      |      |      |      |      | 2      |
| Aantal snelste rondes |      | 1    |      | 1     | 2    |      |      | 1    |      |      |      |      |      |      | 5      |
| Aantal podiumplaatsen |      | 2    | 1    | 4     | 8    | 1    | 3    | 3    | 1    |      |      |      |      |      | 23     |
| Aantal WK-punten      |      | 25   | 10   | 301⁄2 | 53   | 14   | 17   | 24   | 6    |      |      | 6    |      | 1    | 1861⁄2 |
| Aantal wereldtitels   |      |      |      |       |      |      |      |      |      |      |      |      |      |      | 0      |